# ماري لابيرج
ماري لابيرج (بالإنجليزية: Marie Laberge)‏ (29 نوفمبر 1950، مدينة كيبك في كندا)؛ مؤلِّفة، كاتِبة مسرحية، مخرجة أفلام وروائية كندية. درست في جامعة لافال.

## روابط خارجية
- ماري لابيرج على موقع IMDb (الإنجليزية)
- ماري لابيرج على موقع الموسوعة البريطانية (الإنجليزية)
- ماري لابيرج على موقع كينوبويسك (الروسية)